# Liga LEB 2006-2007
La Liga Española de Baloncesto 2006-2007  è stata la 51ª edizione della seconda divisione del campionato spagnolo di pallacanestro maschile (l'11ª con il nome di Liga LEB).
Le diciotto squadre si incontrano in un girone all'italiana con partite di andata e ritorno. Al termine della stagione regolare, le prime otto accedono ai play-off per la promozione nella Liga ACB, le ultime due retrocedono direttamente nella Liga Española de Baloncesto Plata.
Il Bàsquet Manresa ha vinto per la prima volta il campionato ed è stata promossa nella massima divisione spagnola battendo in finale dei play-off l'altra promossa, il Baloncesto León.

## Stagione regolare

### Classifica
|  |     | Classifica finale 2006-2007 | Pt | G  | V  | P  | PtF  | PtS  |
|  | --- | --------------------------- | -- | -- | -- | -- | ---- | ---- |
|  | 1.  | Alerta Cantabria            | 46 | 34 | 23 | 11 | 2615 | 2517 |
|  | 2.  | Climalia León               | 44 | 34 | 22 | 12 | 2723 | 2605 |
|  | 3.  | Basket CAI Zaragoza         | 42 | 34 | 21 | 13 | 2855 | 2796 |
|  | 4.  | Villa de Los Barrios        | 40 | 34 | 20 | 14 | 2725 | 2617 |
|  | 5.  | Ricoh Manresa               | 38 | 34 | 19 | 15 | 2766 | 2682 |
|  | 6.  | Drac Inca                   | 38 | 34 | 19 | 15 | 2837 | 2791 |
|  | 7.  | Palma Aqua Magica           | 38 | 34 | 19 | 15 | 2731 | 2689 |
|  | 8.  | Ciudad de Huelva            | 36 | 34 | 18 | 16 | 2638 | 2614 |
|  | 9.  | Leche Rio Breogan           | 34 | 34 | 17 | 17 | 2745 | 2737 |
|  | 10. | Plus Pujol Lleida           | 34 | 34 | 17 | 17 | 2588 | 2626 |
|  | 11. | UB La Palma                 | 32 | 34 | 16 | 18 | 2678 | 2722 |
|  | 12. | CB L'Hospitalet             | 32 | 34 | 16 | 18 | 2759 | 2775 |
|  | 13. | Melilla Baloncesto          | 30 | 34 | 15 | 19 | 2507 | 2521 |
|  | 14. | Tenerife Rural              | 28 | 34 | 14 | 20 | 2625 | 2668 |
|  | 15. | Autocid Ford Burgos         | 26 | 34 | 13 | 21 | 2639 | 2719 |
|  | 16. | Aguas de Gandía-Valencia    | 26 | 34 | 13 | 21 | 2774 | 2862 |
|  | 17. | Calefacciones Farho Gijón   | 26 | 34 | 13 | 21 | 2566 | 2701 |
|  | 18. | CB Tarragona                | 22 | 34 | 11 | 23 | 2603 | 2732 |

## Play-off
|  | Quarti di finale | Quarti di finale  | Quarti di finale    |               |                      | Semifinali       | Semifinali | Semifinali |  |  | Finali | Finali        | Finali |
|  |                  |                   |                     |               |                      |                  |            |            |  |  |        |               |        |
|  | 1                | Alerta Cantabria  | 1                   |               |                      |                  |            |            |  |  |        |               |        |
|  | 8                | Ciudad de Huelva  | 3                   |               |                      |                  |            |            |  |  |        |               |        |
|  | 8                | Ciudad de Huelva  | 3                   |               | 8                    | Ciudad de Huelva | 0          |            |  |  |        |               |        |
|  |                  |                   |                     |               | 8                    | Ciudad de Huelva | 0          |            |  |  |        |               |        |
|  |                  | 5                 | Ricoh Manresa       | 3             |                      |                  |            |            |  |  |        |               |        |
|  | 4                | 5                 | Ricoh Manresa       | 3             | Villa de Los Barrios | 0                |            |            |  |  |        |               |        |
|  | 4                |                   |                     |               | Villa de Los Barrios | 0                |            |            |  |  |        |               |        |
|  | 5                | Ricoh Manresa     | 3                   |               |                      |                  |            |            |  |  |        |               |        |
|  |                  |                   |                     |               |                      |                  |            |            |  |  | 5      | Ricoh Manresa | 1      |
|  |                  |                   | 2                   | Climalia León | 0                    |                  |            |            |  |  |        |               |        |
|  | 2                | Climalia León     | 3                   |               |                      |                  |            |            |  |  |        |               |        |
|  | 7                | Palma Aqua Magica | 1                   |               |                      |                  |            |            |  |  |        |               |        |
|  | 7                | Palma Aqua Magica | 1                   |               | 2                    | Climalia León    | 3          |            |  |  |        |               |        |
|  |                  |                   |                     |               | 2                    | Climalia León    | 3          |            |  |  |        |               |        |
|  |                  | 3                 | Basket CAI Zaragoza | 2             |                      |                  |            |            |  |  |        |               |        |
|  | 3                | 3                 | Basket CAI Zaragoza | 2             | Basket CAI Zaragoza  | 3                |            |            |  |  |        |               |        |
|  | 3                |                   |                     |               | Basket CAI Zaragoza  | 3                |            |            |  |  |        |               |        |
|  | 6                | Drac Inca         | 0                   |               |                      |                  |            |            |  |  |        |               |        |

## Play-out
La perdente retrocede in LEB Plata.
| Squadra 1   | Risultato | Squadra 2         |
| ----------- | --------- | ----------------- |
| Farho Gijón | 2 - 3     | Aguas de Valencia |

## Verdetti
- Promozioni in Liga ACB: Bàsquet Manresa e Baloncesto León
- Retrocessioni in LEB Plata: Gijón Baloncesto e CB Tarragona.